# Qazaqstan Top Division 1996
La Qazaqstan Top Division 1996 è stata la 5ª edizione della massima divisione del calcio kazako.

## Stagione

### Novità
Al termine della stagione 1995, non vi è stata alcuna retrocessione. Il Gornıak Hromtaý è stato estromesso per motivi finanziari. Prima dell'inizio della stagione, l'Ansat ha cambiato nome in Ertis; l'Aktyubïnec è stato rinominato Aqtóbemunaı; il Cesna, infine, è diventato Celïnnïk Celinograd.
Dalla Birinşi Lïga sono saliti Qaisar, Kókshe e Eńbek. Il Qaisar, per motivi di sponsorizzazione, è stato rinominato in Qaısar-Munaý.

## Classifica
|                       | Pos. | Squadra             | Pt | G  | V  | N  | P  | GF | GS | DR  |
| --------------------- | ---- | ------------------- | -- | -- | -- | -- | -- | -- | -- | --- |
| Kazakistan (bandiera) | 1.   | Taraz               | 76 | 34 | 23 | 7  | 4  | 56 | 14 | +42 |
|                       | 2.   | Ertis               | 74 | 34 | 23 | 5  | 6  | 60 | 22 | +38 |
|                       | 3.   | Elimaı              | 74 | 34 | 22 | 8  | 4  | 64 | 17 | +47 |
|                       | 4.   | Munaıshy            | 63 | 34 | 18 | 9  | 7  | 54 | 26 | +28 |
|                       | 5.   | Batır               | 63 | 34 | 18 | 9  | 7  | 43 | 22 | +21 |
|                       | 6.   | Qairat              | 62 | 34 | 19 | 5  | 10 | 43 | 22 | +21 |
|                       | 7.   | Qaısar-Munaý        | 56 | 34 | 15 | 11 | 8  | 39 | 25 | +14 |
|                       | 8.   | Shahter Qaraǵandy   | 52 | 34 | 14 | 10 | 10 | 52 | 40 | +12 |
|                       | 9.   | Qaınar              | 48 | 34 | 14 | 6  | 14 | 35 | 40 | -5  |
|                       | 10.  | Aqtóbemunaı         | 45 | 34 | 13 | 6  | 15 | 42 | 48 | -6  |
|                       | 11.  | Tobyl               | 45 | 34 | 10 | 15 | 9  | 35 | 35 | 0   |
|                       | 12.  | Vostok Óskemen      | 44 | 34 | 12 | 8  | 14 | 34 | 35 | -1  |
|                       | 13.  | Celïnnïk Celinograd | 39 | 34 | 12 | 3  | 19 | 44 | 61 | -17 |
|                       | 14.  | Jiger               | 36 | 34 | 9  | 9  | 16 | 39 | 50 | -11 |
|                       | 15.  | Eńbek               | 27 | 34 | 8  | 3  | 16 | 24 | 70 | -46 |
|                       | 16.  | SKİF-Ordabasy       | 24 | 34 | 6  | 6  | 22 | 29 | 61 | -32 |
|                       | 17.  | Bolat               | 17 | 34 | 5  | 2  | 27 | 26 | 76 | -50 |
|                       | 18.  | Kókshe              | 10 | 34 | 2  | 4  | 28 | 12 | 77 | -65 |

Legenda:
      Campione del Kazakistan e ammessa al Campionato d'Asia per club 1997-1998
      Ammessa alla Coppa delle Coppe dell'AFC 1997-1998
Note:
Tre punti a vittoria, uno a pareggio, zero a sconfitta.